# Джафари, Башар
Баша́р Джа́фари (также Башар аль-Джафари, араб. بشار جعفري‎; род. 14 апреля 1956) — сирийский дипломат, посол Сирии в Российской Федерации с 5 октября 2022 по 9 апреля 2025 года.
Постоянный представитель Сирии при ООН, чрезвычайный и полномочный посол Сирии в ООН (2006—2020), заместитель министра иностранных дел Сирии (2020—2022).

## Биография
Родился 14 апреля 1956 года в Дамаске. Бакалавр искусств по французской литературе (Университет Дамаска, 1977). Имеет три докторских степени:
- доктор политических наук (Университет Париж-юг XI, филиал в Со, 1982)
- доктор политических наук (Университет Париж IV Сорбонна, 1989)
- доктор исторических наук (Университет им. Шарифа Хидаятуллы[англ.] в Джакарте, 2002)

Помимо родного арабского, владеет французским, английским и фарси.
Дипломатическую службу начал третьим секретарём посольства Сирии во Франции в 1983. В ООН начинал с поста первого секретаря и советника постоянной миссии Сирии в ООН в 1991—1994. С июля 2006 года — постоянный представитель Сирии при ООН, чрезвычайный и полномочный посол Сирии в ООН. 
С началом гражданской войны в Сирии в 2011 году считал, что его деятельность в ООН искусственно затрудняли вплоть до прямого саботажа с частыми якобы техническими неполадками микрофона при его выступлениях, а также искажёнными синхронными переводами с арабского. В связи с этим особо важные заявления делал на английском.
С марта 2014 года правительством США наложено ограничение на его право передвижения по стране: не далее 25 миль (около 40 км) от границ Колумбус-Серкл.
5 октября 2022 года приведён к присяге в качестве посла Сирийской Арабской Республики в России.
После падения режима Асада в декабре 2024 года признал новую власть Сирии.
В начале апреля 2025 года Джафари получил уведомление от Министерства иностранных дел Сирии о необходимости сложить свои полномочия и вернуться в Дамаск. По некоторым данным, отзыв дипломата может быть предлогом для задержания по прибытии в Сирию и запуска проверки в рамках «правосудия переходного периода», учитывая прежнее отстаивание интересов правительства Башара Асада на международных площадках. Через некоторое время появились сообщения о подаче Джафари запроса на убежище в России, что было опровергнуто самим дипломатом. Джафари также сообщил, что сирийские силовики конфисковали его недвижимость в Дамаске.

## Семья
Женат, имеет двух дочерей и сына.
Летом 2012 года старшая дочь Шахерезада (Шерри в американизированном варианте), которой на тот момент было 22 года, стала предметом скандального внимания американских СМИ. В тот год она поступила в Колумбийский университет. В результате её личность была раскрыта журналистами, обвинившими её в активной поддержке политики Башара Асада и в поступлении в университет по протекции. В результате поднятой волны публикаций студенческий совет выступил с заявлением, что такие люди «не должны принадлежать к нашему университету». Башар Джафари с негодованием охарактеризовал историю как «неэтичный, аморальный, беспочвенный и по-животному жестокий подход к моей семье», использованный для политического давления на него самого через его детей.

## Награды
- Орден Дружбы (2024 год, Южная Осетия) — за вклад в развитие и укрепление дружественных отношений между народами Республики Южная Осетия и Сирийской Арабской Республики и в связи с празднованием Дня Республики Южная Осетия[15].